# Charles Vildrac

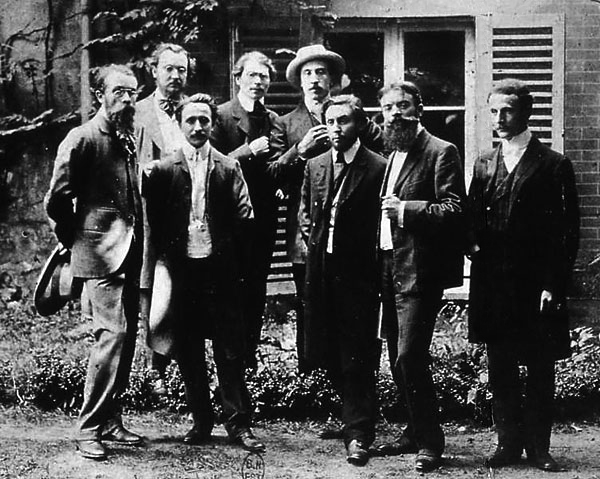
Abtei-Gruppe mit Charles Vildrac (vordere Reihe, erster von links)

Charles Vildrac (* 22. November 1882 in Paris; † 25. Juni 1971 in Saint-Tropez) war ein französischer Schriftsteller.

## Leben und Werk
Charles Messager war der Sohn eines Verlegers, der im Anschluss an die Pariser Kommune bis 1876 deportiert worden war. Er besuchte in Paris das Lycée Voltaire und nahm 1899 das Pseudonym Vildrac an (nach Wildrake aus Woodstock von Walter Scott). 1901 begann seine Freundschaft mit Georges Duhamel, dessen Schwager er wurde. 1906 gründete er zusammen mit ihm und Jules Romains, René Arcos, Luc Durtain, Georges Chennevière und Albert Gleizes den Künstlerkreis der Abbaye de Créteil (Abtei-Gruppe), der Anfang 1908 aufgegeben werden musste. Ab 1910 neigte er zum Sozialismus. Den Kriegsdienst (ab 1914) leistete er zuletzt in Italien (Montebello della Battaglia).
Sein Nachkriegspazifismus wurde von Romain Rolland unterstützt. Am Ende der 1920er Jahre war er (wie Rolland) Sympathisant der Sowjetunion. Er reiste 1928 und 1935 nach Moskau, unterstützte Victor Serge und besuchte Ernst Thälmann im KZ Oranienburg. 1932 stand er an der Spitze der neu gegründeten Association des Écrivains et Artistes Révolutionnaires. 1937 war er Gründungsmitglied der Académie Mallarmé. Unter der deutschen Besatzung in Frankreich wurde er vorübergehend festgenommen. Ab 1944 gehörte er zur Commission d’Épuration. 1953 hielt er in 
Clamecy bei einer Denkmalseinweihung die Lobrede auf Romain Rolland. Er starb 1971 in seinem Haus in Saint-Tropez im Alter von 88 Jahren.
Vildrac war in allen Sparten der Literatur aktiv. Von 1905 bis 1920 veröffentlichte er vier Bände Dichtung und schrieb dazu auch Verslehren. Ab 1912 lieferte er Prosa (Découvertes, auch Gallimard 1931). Mit seinen von 1920 bis 1938 uraufgeführten Seelendramen, die zum Teil auch in Deutschland auf die Bühne kamen, fand er Eingang in die Handbücher. Daneben schrieb er ein Buch zum Lob Stalins (Russie neuve, 1937), weitere Reiseberichte (D'un voyage au Japon, 1927) und den autobiographischen Roman Lazare (Minuit, 1946). Er veröffentlichte Kunstkritik über Henri Matisse (1954) sowie Tagebücher. Besonders bekannt (und auch ins Deutsche übersetzt) wurden seine Kinderbücher.
Vildrac erhielt 1954 den Großen Poesiepreis der Société des Poètes Français und wurde 1959 ihr Vorsitzender. 1963 fiel ihm der Grand Prix de Littérature der Académie française zu. Von 1973 bis 2015 trug der Lyrikpreis Prix Charles Vildrac der Société des gens de lettres (SGDL) seinen Namen. In Poitiers ist eine Straße nach ihm benannt wie auch in Créteil.

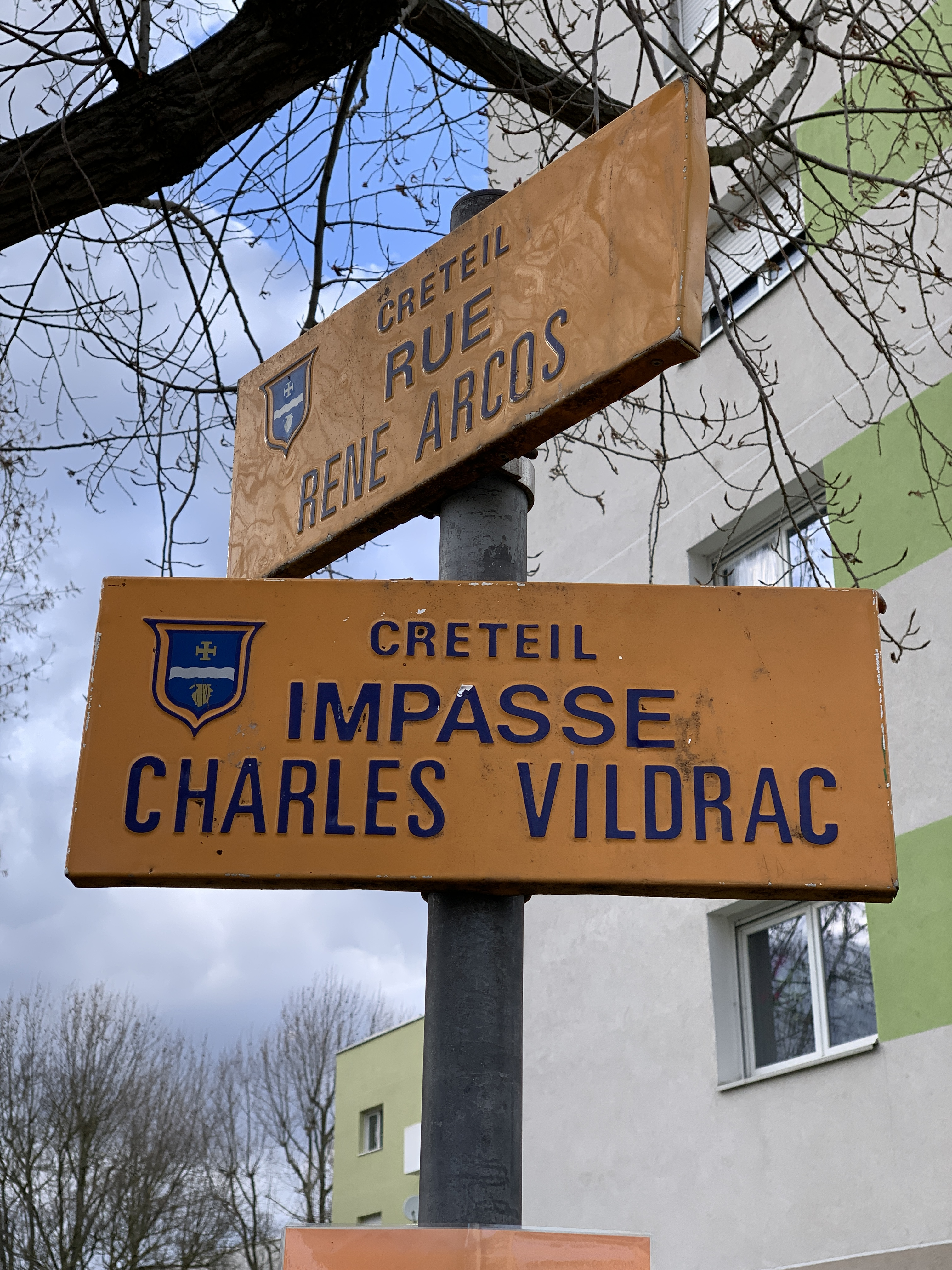
Straßenschild in Créteil

## Werke (Auswahl)

### Lyrik
- Poèmes (1905). Images et mirages (1908). Le Livre d’amour (1910). Les Chants du désespéré (1920).

### Theater

#### Soweit ins Deutsche übersetzt
- Le Paquebot Tenacity. Paris 1920.
  - (deutsch) Paketboot Tenacity. Berlin 1922.
- Michel Auclair. Paris 1922.
  - (deutsch) Michel Auclair. Leipzig 1925–1926. Hörspiel 1927.
- L’Indigent. 1923.
  - (deutsch) Der Verarmte. Max Reichard-Verlag, Freiburg im Breisgau 1930. (übersetzt von Ernst Joseph)
- (Original nicht ermittelt)
  - (deutsch) Der Zugvogel. Basel 1932. (übersetzt von Werner Wolff, Theater)
- Le jardinier de Samos. 1924.
  - (deutsch) Der Gärtner von Samos. Komödie in drei Akten. Henschel, Berlin-Charlottenburg 1949. (übersetzt von Ernst Legal)

#### Gesammeltes Theater
- Théâtre. Gallimard, Paris 1943–1948, 1968.
  - 1. Le paquebot Tenacity. Poucette. Trois mois de prison.
  - 2. Michel Auclair. Le pélerin. L'air du temps.

### Kinder- und Jugendbücher
- L'Ile rose. Albin Michel, Paris 1924.
  - (deutsch) Das Inselparadies. Ein Roman für Kinder. E. Lichtenstein, Weimar 1930. (übersetzt von Lena Lichtenstein)
- La Colonie. 1930.
- Milot. 1932.
- Bridinette. 1935.
- Les lunettes du lion. 1932.
  - Die Brille des Löwen. Paulus-Verlag, Recklinghausen 1962. (übersetzt von Rosemarie Linnerz)
- Amadou le bouquillon. Silva, Iserlohn 1955.
  - Amadou. Die Abenteuer eines tapferen Ziegenböckchens. Paulus-Verlag, Recklinghausen 1957. Arena-Verlag, Würzburg 1969. (übersetzt von Eva Dulucq)
- Du cran, Milot! 1970.

### Weitere Veröffentlichungen
- D'après l'écho. A. Michel, Paris 1949. (Erzählungen)
- Pages de journal. 1922–1966. Gallimard, Paris 1968.
- Souvenirs militaires de la Grande Guerre. "sous les obus et les crapouillots, parmi les blessés et les morts..." Hrsg. Georges Monnet. Éditions Claire Paulhan, Paris 2021.

## Historische Hörspiele (Auswahl)
Sendespiele (Hörspielbearbeitungen):
- 1925: Das europäische Drama von heute. 3. Vortrag: "Frankreich": Der Verarmte. Ein Akt – Regie: Alfred Braun (Funk-Stunde Berlin)
- 1927: Michel Auclair. Schauspiel in drei Akten – Regie: Hans Flesch (Südwestdeutscher Rundfunkdienst AG)
- 1928: Der Verarmte. Eine Szene aus dem Französischen – Regie: N. N. (Süddeutsche Rundfunk AG; Übertragung aus Freiburg)
- 1929: Paketboot Tenacity. Schauspiel in drei Aufzügen – Regie: Carl Stueber (Südwestdeutscher Rundfunkdienst AG)
- 1929: Der Heimatlose. Ein Akt – Regie: Hanns Ulmann (Westdeutsche Rundfunk AG)

Quelle: ARD-Hörspieldatenbank